# Liolaemus martorii
Liolaemus martorii este o specie de șopârle din genul Liolaemus, familia Tropiduridae, descrisă de Fernando Abdala în anul 2003. Conform Catalogue of Life specia Liolaemus martorii nu are subspecii cunoscute.